# Фразовий наголос
Фра́зовий наголос — наголошення неоднакової сили, яке дістають слова та мовні відрізки в межах фрази.
Фразовий наголос виявляється тільки в реченні. Виступаючи компонентами речення, окремі слова дістають наголошення неоднакової сили, що залежить від місця слова в реченні, кількості складів у ньому та смислового навантаження. Фразовий наголос має такі різновиди: наголос акцентної групи, синтагматичний, логічний та емфатичний.
Логічним наголосом називається особливе виділення голосом слова в реченні з метою підкреслити важливість його в смисловій структурі речення. У простому реченні буває тільки один логічний наголос. Він може падати на будь-яке слово в реченні, у тому числі й на неповнозначне, як наприклад: Чеснота — це робити людям добро і не чинити їм лиха. А робити ближнім добро — це робити для них те, чого ти бажав би самому собі. (Нар. творчість).
Фразовий наголос буває логічним: він виділяє змістовий центр висловлювання або речення. А те саме висловлювання або речення, залежно від місця логічного наголосу, може мати різні значення.
Логічний наголос сильніший від синтагматичного. Він може падати на будь-яке слово синтагми.
Під синтагмою розуміють лінійну послідовність слів, найтісніше пов'язаних за змістом і об'єднаних у фонетичну єдність засобами мелодики. У цій єдності виділяється один синтагматичний наголос, якому підпорядковані слабші наголоси. Самостійну синтагму може становити й одне слово. Синтагматичне членування речень здійснюється за допомогою пауз. У межах синтагми виділяється найважливіше слово, навколо якого об'єднуються інші, менш наголошені або ненаголошені; таким словом звичайно є останнє слово синтагми.
Синтагматичне членування речення може варіюватися залежно від конкретних комунікативних завдань, які ставить перед собою мовець, а також від темпу мовлення. Це означає, що в межах того самого речення можлива різна кількість синтагм, наприклад:

1. У 1618 році / Глухів захоплює / Польща. 2. У 1618 році / Глухів / захоплює Польща.
У синтагматичному наголосі, на відміну від словесного, переважають сила і тон, якість і тривалість мають підпорядкований характер.

## Наголос акцентної групи
Наголос акцентної групи — найслабкіший за своєю силою. В акцентну групу звичайно об'єднуються повнозначні слова і сполучники, прийменники, допоміжні дієслова і окремі різновиди займенників. Акцентну групу можна розглядати також як фонетичне слово, наприклад: йди-но, до центру, скажи ж бо. Іноді акцентну групу становлять сполучення кількох повнозначних слів: я ж син твій.

## Емфатичний наголос
Емфатичний наголос (грец. emphasis — роз'яснення, вказівка, виразність) — це виділення важливої зі смислового погляду частини висловлення (групи слів, слова і навіть частини слова) у зв'язку з вираженням експресії мовлення, емоційного стану мовця.
Емфатичний наголос найчастіше виражається подовженням наголошеного голосного, а іноді й приголосного, а також своєрідною мелодикою.